# Polygordiidae
Polygordiidae zijn een familie van borstelwormen (Polychaeta).

## Geslachten
- Polygordius Schneider, 1868

### Nomen dubium
- Chaetogordius Moore, 1904

### Synoniemen
- Linotrypane McIntosh, 1875 => Polygordius Schneider, 1868